# Blijf Stellingwarfs
Blijf Stellingwarfs is een Nederlandse politieke partij, actief in de gemeenteraad van Weststellingwerf.
De partij kwam voor het eerst in de raad bij de gemeenteraadsverkiezingen van 21 maart 2018, met 2 zetels.
Bij de gemeenteraadsverkiezingen van 16 maart 2022 wist de partij één zetel winst te behalen, waarmee die uitkwam op 3 zetels.